# San Sano
San Sano est un village de Toscane, administrativement une frazione de la commune de Gaiole in Chianti, dans la province de Sienne. Au moment du recensement de 2011, sa population était de 82 habitants. 

## Histoire
Le toponyme dériverait de la mauvaise prononciation de Sant'Ansano (Saint Ansanus), martyr chrétien et patron de Sienne décapité en 303, auquel l’église fut dédiée. Selon d’autres, en revanche, il serait à ramener au gentilhomme latin Sentius.
À l’époque médiévale, le bourg se développa comme centre fortifié avec un petit donjon et l’église, qui fut patronnée par la famille Ricasoli, et faisait partie de la république de Florence. Le 27 février 1554, pendant la guerre de Sienne, le château de San Sano fut assiégé et pris par une compagnie de Sienne dirigée par Mino da Siena : le pays fut pillé et incendié avec une telle férocité, que les Florentins envoyèrent le commandant Ridolfo Baglioni pour capturer les assaillants et pendre Mino.
Le village de San Sano, entré dans le Grand-Duché de Toscane, se retrouva ainsi un village agricole, spécialisé dans la culture de la vigne.

## Monuments et lieux d’intérêt

### Architecture religieuse
San Sano se présente comme un village médiéval cultivé qui conserve encore des bâtiments en pierre datant du XIIIe siècle, dont l’église de San Sano, rappelée dans les dîmes de 1266 et 1267. L’église faisait partie, avec l’église Saint-André d’Adine, du pluvier de San Polo in Rosso, qui fut maître des barons Ricasoli.
Dans la localité de Tosa se trouve la chapelle de San Donnino.

### Architecture militaire
Des fortifications du village qui entouraient le bourg à l’époque médiévale, on conserve les restes d’une tour avec des murs en fil cassé, qui constituaient l’antique cassero.

### Autre
À San Sano se trouve la fontaine de la "Rana beona", une sculpture représentant une grenouille en train de boire du vin, voulue par l’enseignant, écrivain et historien local Ferdinando Anichini et réalisée par Plinio Tammaro en 1967. L’idée de la fontaine est née d’une blague d’Anichini lors de sa participation à l’émission télévisée Il tappabuchi réalisée par Corrado Mantoni en mars 1967